# 1924 في المغرب
تحتوي هذه المقالة على أهم الأحداث التي شهدتها المغرب في 1924، إضافة إلى أهم الشخصيات المغربية المولودة والمتوفية في هذه السنة.

## الحكم
- السلطان: يوسف بن الحسن
- * الحكم للإدارة الفرنسية في المغرب الحماية الفرنسية على المغرب 1912 - 1956.

- منطقة شمال المغرب وقتها كانت تحت حكم العلويين 1921 - 1927.
- المغرب وقتها كان سلطنة وليس مملكة كان يحكمها سلطان وليس ملك .

## الأحـداث

خريطة السكك الحديدية في المغرب 1924

- تأسست حديقة ماجوريل في مدينة مراكش.
- بداية الدعارة القانونية في المغرب . حينما وجدت الإدارة الفرنسية أن جنودها، الذين يوطنون مبادئ الحماية في المغرب، في حاجة لمن يوفر لهم متعة مفتقدة، ستصدر في 16 أبريل من سنة 1924 مرسوما يرخص بموجبه فتح منازل رسمية للمتعة.[1]
- إصدار سنة 1924 عملة فرنك واحد المغرب.[2]
- عرف المغرب نظام المحاماة بشكله الحالي سنة 1924 بعد صدور ظهير 10 يناير 1924 الذي نظم مزاولة مهنة المحاماة وهيئة المحامين وتأسست أول نقابة للمحامين بالرباط سنة 1926.[3]

## رياضة
- 1924-1923 فاز الاتحاد الرياضي الفاسي.

## مواليد
- أحمد الغازي الحسيني، عالم دين مغربي ومقدم البرنامج المشهور ركن المفتي.
- محمد بن عزوز حكيم، مؤرخ مغربي.
- فاطنة كبوري، فنانة تشكيلية مغربية.
- الطاهر أوعسو لوديي، رجل دولة وضابط مغربي.

## الـمراجع
1. ↑  كذا كان الاستعمار الفرنسي يوفر الحماية للدعارة في المغرب نسخة محفوظة 15 ديسمبر 2019 على موقع واي باك مشين.
2. ↑  صورة نسخة محفوظة 15 ديسمبر 2019 على موقع واي باك مشين.
3. ↑  هيئة المحامين بالرباط نسخة محفوظة 31 مارس 2019 على موقع واي باك مشين.

## وصلات خارجية
- ا